# The Best (album Nikołaja Noskowa)
The Best – kompilacja rosyjskiego muzyka Nikołaja Noskowa. Została wydana w 2016 roku.  

## Lista utworów
Opracowano na podstawie materiału źródłowego
1. „Паранойя” („Paranojia”)
2. „Фенечка” („Fienieczka”)
3. „Дышу тишиной” („Dyszu tiszynoj”)
4. „Спасибо” („Spasibo”)
5. „Я не модный” („Ja nie modnyj”)
6. „Это здорово” („Eto zdorowo”)
7. „По пояс в небе” (Po pojas w niebie)
8. „Зачем” („Zaczem”)
9. „Романс” („Romans”)
10. „На меньшее я не согласен” („A na mienʹszeje ja nie sogłasien”)
11. „Зимняя ночь” („Zimniaja nocz”)
12. „Побудь со мной” („Pobudʹ so mnoj”)
13. „Исповедь” („Ispowiedʹ”)
14. „Снег” („Snieg”)
15. „Я тебя люблю” („Ja tiebia lublu”)